# Charly Mottet

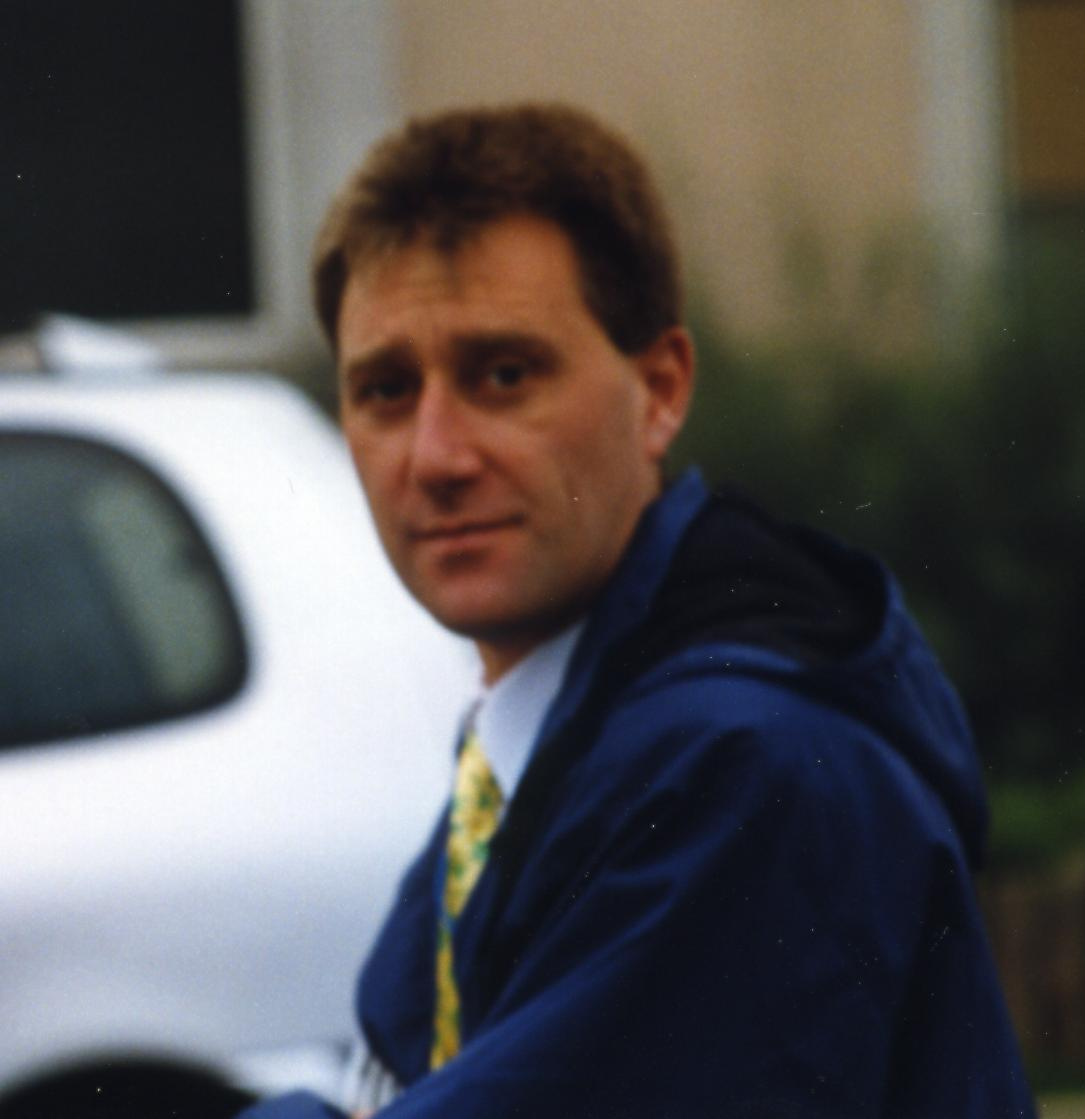
Charly Mottet

Charly Mottet (* 16. Dezember 1962 in Valence) ist ein ehemaliger französischer Radrennfahrer.
Insgesamt konnte Mottet als Amateur 40 und als Profi 65 Siege erringen. Im Jahre 1989 war er mit Unterbrechungen vier Monate Führender der UCI-Weltrangliste.

## Wichtigste Erfolge
| 1979 - Französischer Meister – Einzelzeitfahren (Junioren) 1980 - Französische Straßenmeisterschaften (Junioren) 1983 - eine Etappe Route du Sud - eine Etappe Luxemburg-Rundfahrt 1984 Nachwuchswertung und Mannschaftszeitfahren Giro d’Italia - Gesamtwertung und eine Etappe Tour de l’Avenir 1985 - La Marseillaise - eine Etappe Étoile de Bessèges - Tour du Haut-Var - eine Etappe bei Paris–Nizza - zwei Etappen bei Tour de l’Avenir - Grand Prix des Nations - Duo Normand mit Thierry Marie - Piemont-Rundfahrt | 1987 - Gesamtwertung Critérium du Dauphiné Libéré - Grand Prix des Nations - Sechstagerennen von Grenoble (mit Bernard Vallet) 1988 - Gesamtwertung und eine Etappe Critérium du Dauphiné Libéré - Grand Prix des Nations - Lombardei-Rundfahrt - Sechstagerennen von Grenoble (mit Roman Hermann) 1989 - Gesamtwertung Critérium du Dauphiné Libéré - Gesamtwertung und eine Etappe Vier Tage von Dünkirchen 1990 - Gesamtwertung Tour de Romandie - eine Etappe Giro d’Italia - eine Etappe Tour de France 1991 - Gesamtwertung und eine Etappe Vier Tage von Dünkirchen - zwei Etappen Tour de France 1992 - Gesamtwertung und eine Etappe Critérium du Dauphiné Libéré |

## Teams
- 1983–1985	Renault
- 1986–1988	Système U
- 1989–1992	R.M.O.
- 1993–1994	Novemail-Histor-Laser Computer